# 青同镇
青同镇，是中华人民共和国河北省石家庄市灵寿县下辖的一个乡镇级行政单位。

## 行政区划
青同镇下辖以下地区：
南青同村、韩洼村、南贾良村、北贾良村、马家坟村、东青同村、西青同村、北白石村、南白石村、上邵村、下邵村、护驾疃村、苗朱乐村、杨朱乐村、刘朱乐村、高朱乐村、白朱乐村、韩朱乐村和甄朱乐村。